# Tractat anglo-portuguès de 1373
El Tractat anglo-portuguès es un tractat pel qual Anglaterra i Portugal acorden crear una aliança militar. Es va signar el 16 de juny de 1373 entre el rei Eduard III d'Anglaterra i els reis Ferran I i Leonor de Portugal. L'acord consisteix (donat que encara segueix en vigor) en un tractat d'«amistat, unió [i] aliança perpètua» entre les dues nacions marítimes, constituint amb això l'Aliança anglo-portuguesa. Es considera el tractat amb vigència actual més antic del món. L'acord va ser signat de forma oficial amb el Tractat de Windsor al 1386, per això moltes vegades el Tractat es mencionat amb el nom d'aquest.
El tractat ha estat renovat o ratificat diverses vegades al llarg de la història als anys 1386, 1643, 1654, 1660, 1661, 1703, 1815 i, mitjançant una declaració secreta, al 1899. A més, es va reconèixer el seu vigor als Tractats d'Arbitratge signats a principis del segle XX entre la Gran Bretanya i Portugal, concretament al 1904 i al 1914.
Des de principis del segle XX el tractat es renovat de forma oficial cada vegada que ha estat invocat per una de les dues parts signants, i s'adapta o incorpora noves condicions en funció de l'objectiu de la invocació del tractat.

## Context històric del Tractat
El Tractat es signa per combatre les agressions d'Espanya (Corona de Castella en aquells temps) contra Portugal i Anglaterra. El seu objectiu inicial era protegir l'imperi de Portugal que s'estenia a nivell mundial a través de les seves colònies, i que es trobava en un estat molt vulnerable als atacs espanyols.
El Tractat va evolucionar fins a convertir-se en una clàusula diplomàtica utilitzada per tots dos països per protegir els seus interessos colonials i territorials arreu del món.

## Text del Tractat
El text original del tractat va ser redactat en llatí. Un fragment del text diu així:
«[Hi] haurà entre els respectius reis [d'Anglaterra i Portugal] i els seus successors, els seus regnes, terres, dominis, províncies, vassalls i qualsevol altre subjecte que obeeixi fidelment les amistats perpetues, aliances i unions d'afecte sincer [que siguin] veritables, lleials, constants i mútues; i que, com a prínceps fidels i veritables, d'ara endavant seran amics dels amics i enemics dels enemics, i, s'assistiran, es mantindran i es defensaran mútuament, contra tots els homes que puguin viure o morir sigui quin sigui el seu grau, rang, condició o situació i contra les seves terres, regnes o dominis.»
Al Tractat de 1661, que renova l'aliança de 1373, el rei de la Gran Bretanya incorpora un article on es deia el següent:
«El Rei de la Gran Bretanya es compromet i s'obliga a defendre i protegir la Corona de Portugal contra tots els seus enemics, tant futurs com presents». 

## Suspensió temporal
El tractat va quedar sense efecte temporalment durant la Unió Ibèrica, entre 1580 i 1640, quan les monarquies d'Espanya i Portugal estaven en una unió dinàstica sota un sol monarca (Felip II, Felip III i Felip IV, per ordre de regnat). Finalment, amb la recuperació de la independència de Portugal al 1640, l'aliança va tornar a tenir vigor sent utilitzada durant les guerres napoleòniques, quan els britànics van enviar al general Arthur Wellesley (conegut per ser el primer duc de Wellington i anomenat popularment "Wellington" per aquest fet) a combatre els exèrcits de Napoleó a la Península Ibèrica durant la Guerra del Francès.

## Ultimàtum britànic de 1890
L'ultimàtum britànic de 1890 va ser un ultimàtum del govern britànic de Lord Salisbury enviat l'11 de gener de 1890 a través d'un memoràndum al govern portuguès, exigint la retirada de les forces militars portugueses de les colònies de Moçambic i Angola, les actuals Zàmbia i Zimbàbue, utilitzant com a pretext un incident succeït entre portuguesos i makololos, sent en realitat la voluntat del magnat dels diamants sud-africans Cecil Rhodes. La zona era reclamada per Portugal, que l'havia inclòs al Mapa color de rosa, reclamant a partir de la Conferència de Berlín una franja de territori que anava d'Angola a la contra-costa, és a dir, a Moçambic. Donat que l'atac provenia d'Anglaterra i que Portugal era molt inferior militarment en aquell moment, no va tenir més remei que cedir per a no trencar el pacte del tractat. Aquest fet va inspirar la lletra de l'himne nacional portuguès per les consideracions que van fer els historiadors portuguesos i polítics de l'època, qualificant-la com "l'acció més escandalosa i infame del Regne Unit contra els que es consideraven el seu més antic i lleial aliat."

## El Tractat al segle XX
Al segle xx, el tractat es modificat amb cada invocació que es realitza, per incorporar en aquest les noves situacions diplomàtiques de tots dos països. Així Portugal va lluitar amb els Aliats a la Primera Guerra Mundial per la invocació del tractat amb Anglaterra. Milers de joves portuguesos van morir als camps de Bèlgica, especialment a la batalla de Lys, on el CEP (Cos Expedicionari Portuguès) va quedar molt malmès per les baixes ocasionades.
Al 1935 el tractat va ser utilitzat perquè Portugal aconseguís la presidència del Comitè de Sancions de la Societat de Nacions.
A la Segona Guerra Mundial, el Regne Unit va invocar el tractat per poder abastir la seva flota en territori portuguès. Al 1943 el Tractat va permetre poder utilitzar les bases aèries i navals de les illes Açores a través d'un arrendament. Les bases es van convertir en un gran punt estratègic per a les tropes Aliades.
El tractat va ser invocat per Portugal al 1961 a l'anomenada Annexió de Goa les províncies de l'Índia portuguesa (Goa, Daman i Diu), que van ser envaïdes per l'exèrcit de la Unió Índia de Jawaharlal Nehru, posant fi a 451 anys de presència portuguesa. Portugal va requerir l'ajuda del Regne Unit amb base al tractat, però la seva petició no va ser atesa.
Al 1982 el tractat va ser invocat novament pel Regne Unit en el marc de la Guerra de les Malvines. Degut a la invocació del tractat, Portugal va autoritzar la utilització dels ports i aeroports situats a les Açores per part de la flota anglesa (Royal Navy) i la RAF per aprovisionar als vaixells i avions durant el viatge cap a les Malvines.

## Interpretació actual del Tractat
Actualment, i gràcies als precedents creats per ambdós països, el tractat ha de ser interpretat de la següent forma:
- En cas de crisi diplomàtica Portugal ha de donar suport a la posició del Regne Unit.
- En cas que el Regne Unit entri en guerra, Portugal haurà de mantenir una posició de neutralitat favorable cap al Regne Unit.
- En cas de no poder garantir la seva neutralitat favorable, Portugal haurà d'entrar en guerra al costat del Regne Unit.
- Portugal i el Regne Unit mantindran una relació econòmica especial favorable per a totes dues nacions, especialment a l'àmbit marítim. Aquesta clàusula implica que la pràctica totalitat de la Marina Portuguesa tingui les mateixes capacitats tàctiques i tècniques que la Royal Navy i que els seus vaixells siguin aptes per a la seva inclusió a la Royal Navy en cas de necessitat.